# Frank Lyon Co. v. United States
Frank Lyon Company v. Estados Unidos , 435 US 561 (1978), fue un caso de la Corte Suprema de los Estados Unidos en el que se sostuvo que el propietario del título que adquirió bienes inmuebles depreciables como si el propietario fuera un mero conducto o agente era de hecho el propietario y, por los efectos del impuesto federal sobre la renta, tiene el derecho legal de tomar deducciones fiscales asociadas con la depreciación del edificio.

## Antecedentes
De acuerdo al texto del programa que precede a la opinión del Tribunal: 
Un banco estatal, que era miembro del Sistema de la Reserva Federal, al darse cuenta de que no era factible que financiara mediante hipotecas convencionales y otras financiaciones un edificio en construcción para su sede y banca principal, suscribió acuerdos de venta y arrendamiento por los cuales el peticionario tomó el título del edificio y lo arrendó al banco para su uso a largo plazo, obteniendo un préstamo para la construcción y financiamiento hipotecario permanente. El banco está obligado a pagar una renta igual al capital e intereses de la hipoteca del peticionario y tiene la opción de recomprar el edificio en varios momentos a precios iguales al saldo impago de la hipoteca del peticionario y la inversión inicial de $ 500,000. En su declaración federal de impuestos sobre la renta para el año en que se completó el edificio y el banco tomó posesión, el peticionario acumuló el alquiler del banco y reclamó como deducciones la depreciación del edificio, los intereses de su préstamo de construcción e hipoteca, y otros gastos relacionados con transacción de venta y arrendamiento.
El banco era Worthen Bank, ubicado en Little Rock, y la Frank Lyon Corporation se dedicaba a la distribución de muebles para el hogar, principalmente productos electrónicos Whirlpool y RCA. El banco compró el terreno y comenzó la construcción del edificio en cuestión antes de encontrar un comprador. La compañía en cuestión ganó la licitación para comprar el edificio del banco al proporcionar $ 500,000 del precio de compra de $ 7.6 millones. El resto del dinero provino del New York Life. Los pagos del préstamo hipotecario al prestamista y los de alquiler fueron diseñados para ser exactamente iguales. El propietario del título, Frank Lyon, nunca recibió los pagos de alquiler del Worthen Bank porque el acuerdo tripartito requería específicamente que Worthen pagara directamente a New York Life. El arrendamiento fue triple neto (es decir, cualquier aumento en los gastos no son pagados por el propietario, sino por el inquilino). 
Otro hecho que lleva a un hombre razonable a concluir que Worthen Bank fue la verdadera parte en un acuerdo bipartito y que la empresa Frank Lyon era un mero agente. Es que el inquilino, Worthen Bank, tenía un contrato de arrendamiento por un plazo de 25 años con opciones para que cualquiera compre el edificio, o extender el contrato de arrendamiento por 65 años cuando aún podría comprar el edificio. El precio de ejercicio de la opción se fijó para que Frank Lyon recibiera exactamente sus $ 500,000 más el 6% de interés. 
Se esperaría que los propietarios económicos de un activo soporten los beneficios y las cargas de cualquier cambio en el valor de mercado de la propiedad. En este caso, Worthen Bank, el inquilino, asumió los beneficios y las cargas, en vez del propietario del título. La transacción fue un arrendamiento de venta clásico. 

## Participación
El tribunal sostuvo que el Gobierno debería honrar la asignación de derechos y deberes efectuados por las partes cuando haya una transacción genuina de múltiples partes con sustancia económica que sea obligada o alentada por las realidades comerciales o regulatorias, imbuida de consideraciones independientes de impuestos, y no simplemente formado por características de evasión de impuestos con etiquetas sin sentido adjuntas. Mientras el arrendador conserve atributos significativos y genuinos del estado arrendador tradicional, la forma de la transacción adoptada por las partes rige a efectos fiscales, y como tal una devolución de venta y arrendamiento no necesariamente opera para rechazar la solicitud de deducciones de un contribuyente. 

## Desarrollos posteriores
El resultado de este caso fue modificado por la Ley de Reforma Fiscal de 1986, que rechazó esta característica fiscal. La firma Rose Law Firm patrocinó legalmente al contribuyente. 